# Winetricks
Winetricks är ett skript för att till exempel installera grundläggande komponenter som krävs för vissa applikationer för att köras korrekt under Wine. Skriptet är underhålls av Wine utvecklare Dan Kegel.

Exempel på installation av Internet Explorer 6 genom att skriva följande kommandon från en terminalemulator, skriv
```
wget 
http://kegel.com/wine/winetricks
```

```
export WINEPREFIX=~/.wine_ie6
```

```
sh winetricks -q ie6
```

```
wine ~/.wine_ie6/drive_c/Program\ Files/Internet\ Explorer/IEXPLORE.EXE
```

Exempel på en ungefärlig installatio av Adobe Photoshop genom att skriva följande kommandon från en terminalemulator, skriv
```
wget 
http://kegel.com/wine/winetricks
```

```
sh winetricks corefonts vcrun6 msxml6 gdiplus gecko vcrun2005
```

```
wine Setup.exe
```

Winetricks har ett grafiskt användargränssnitt och har en massa spel och program vilket gör dem lättare att installera.